# Jaroslav Rošický
Jaroslav Rošický (19. září 1884, Třešť – 25. června 1942, Praha) byl český voják a odbojář.

## Život
Jaroslav Rošický pocházel z polské šlechtické rodiny. Studoval na pražské c.k. kadetní škole pěchoty.
Jako voják bojoval v první světové válce v řadách rakouské armády v Rusku a Itálii. Po zranění v roce 1917 se vrátil do Brna a poté se přestěhoval do Prahy. Tam se dostal do okruhu lidí z Národního výboru připravujících vznik samostatného Československa a dostal za úkol připravovat jeho vojenskou stránku. Při založení Československa byl zástupcem Josefa Scheinera, vrchního velitele vznikající československé armády.
Za druhé světové války byl členem protifašistické odbojové skupiny Kapitán Nemo. V červnu 1942 byl zatčen gestapem a po týdnu spolu se svým synem, atletem a komunistickým novinářem Evženem Rošickým popraven na Kobyliské střelnici.
Po něm a jeho synovi je pojmenována ulice Rošických v Praze na Smíchově.
Jeho švagrem (manželčiným bratrem) byl politik Zdeněk Fierlinger.